# Sport (Eduard Bargheer)
Das Glasmosaik Sport des bildenden Künstlers Eduard Bargheer wurde von 1962 bis 1963 in den Werkstätten August Wagner in Berlin gefertigt, an der Nordwand einer kleinen, zum damaligen Niedersachsenstadion in Hannover gehörenden Turnhalle in einem Mörtelbett auf der Gasbetonmauer angebracht und dort am 25. Juni 1963 öffentlich gewürdigt. Pläne für den Abriss der Turnhalle anlässlich des Umbaus des Stadions stellten seit 1998 den Fortbestand des Glasmosaiks in Frage. Nachdem das Glasmosaik 2003 unter Denkmalschutz gestellt worden war, wurde es in den Jahren 2005 bis 2006 vor dem Abriss der Turnhalle abgetragen und bekam einen neuen Platz auf dem Stadionvorplatz am Südeingang (Ferdinand-Wilhelm-Fricke-Weg) an einer neu geschaffenen Winkelstützwand. Am 27. April 2006 nahm der Oberbürgermeister von Hannover Herbert Schmalstieg rechtzeitig vor der in Deutschland stattfindenden Fußball-Weltmeisterschaft 2006 die feierliche öffentliche Würdigung des Glasmosaiks Sport an seinem neuen Standort vor. Das Glasmosaik hat eine Glasfläche von knapp 200 m² und zählt zu den bedeutendsten Werken baugebundener Kunst in Deutschland.

Bargheers Glasmosaik Sport wurde 1962 in den Werkstätten August Wagner gefertigt. Es steht in Hannover neben dem Südeingang der HDI-Arena. Der rechte untere Rand der Aufnahme ist von Graffiti bedeckt, die früher den ganzen Sockel ausfüllten. Zum fünfzigjährigen Jubiläum des Glasmosaiks im Jahr 2013 entfernte Hannover 96 die Graffiti.

## Vorgeschichte
Am 26. September 1954 wurde in Hannover das Niedersachsenstadion eingeweiht, das damals mit maximal 86.656 Plätzen nach dem Olympiastadion Berlin das zweitgrößte Stadion in Deutschland war. Außerhalb der Osttribüne stand eine von 2,80 m hohen Säulen getragene Turnhalle, unter der sich die Einfahrt und der Hauptzugang zum Stadium befanden. Die Herankommenden blickten auf die beinahe 30 × 7 Meter große Außenwand der Turnhalle, die für ein Kunstwerk vorgesehen war, das der sportlichen Betätigung im olympischen Geist gewidmet sein sollte.

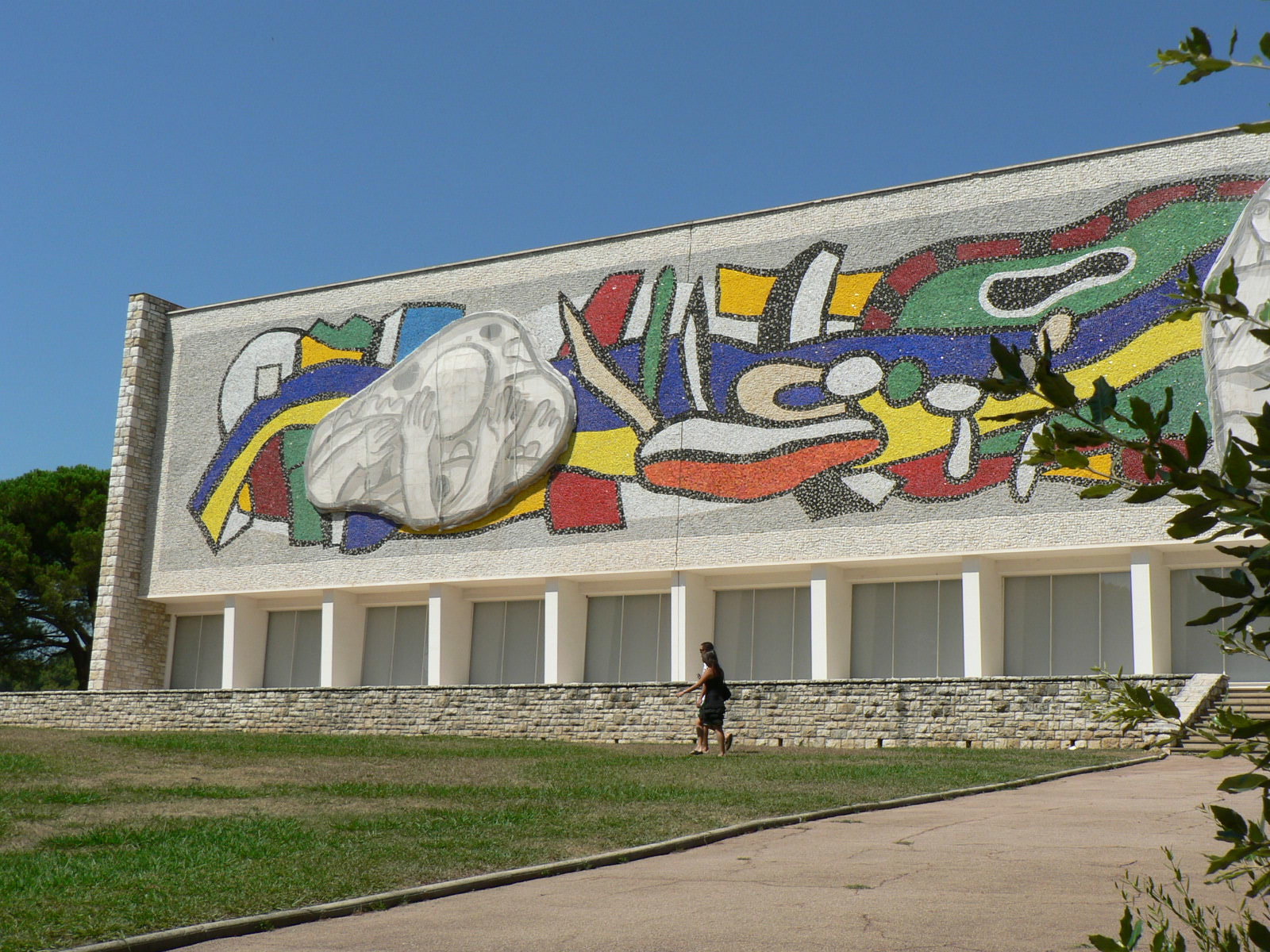
Teilansicht des für Hannover bestimmten Mosaiks von Fernand Léger, das am Eingang des Nationalmuseums im französischen Ort Biot angebracht wurde.

Als Künstler war Fernand Léger vorgesehen, der sein Lebenswerk in den Jahren 1949 und 1954 in zwei Ausstellungen in der Kestnergesellschaft Hannover gezeigt hatte. Anfang März 1955 kam Fernand Léger mit seinem Assistenten Bauquier nach Hannover, um die örtlichen Gegebenheiten kennenzulernen. Nach seiner Rückkehr nach Paris legte er verschiedene Entwürfe für ein Keramikmosaik vor, das eine Kombination aus Mosaikhintergrund und eingefügten Keramikteilen enthalten sollte. In Hannover fanden diese Entwürfe keine einhellige Zustimmung. Als Fernand Léger am 17. August 1955 plötzlich starb, befürchteten die Entscheidungsträger in Hannover, dass das Projekt nicht mehr realisierbar sei.
Am 28. Dezember 1955 schrieb der Assistent Bauquier dem verantwortlichen Hannoverschen Architekten Heinz Goesmann im Namen von Nadia Léger, der Witwe und Erbin von Fernand Léger, es sei möglich, das Keramikmosaik auch posthum auszuführen. Die Entscheidungsträger in Hannover nahmen dieses Angebot aber nicht an, da sie Bedenken hatten, einen so großen Auftrag zu erteilen, über den der entwerfende Künstler selbst die Kontrolle nicht mehr übernehmen konnte. Daraufhin entschied sich Nadia Léger, das für Hannover entworfene Keramikmosaik beim Bau des Musée national Fernand-Léger in Biot zu verwenden. Der verantwortliche Architekt glich sogar die äußeren Abmessungen und die Fassadenstruktur des Museumsgebäudes dem Aussehen der Turnhalle am Niedersachsenstadion in Hannover an. Seit der Einweihung im Mai 1960 erstrahlt nun auf der Schauseite des Museums das von Fernand Léger ursprünglich für Hannover konzipierte Keramikmosaik.
Im Sommer 1960 besuchte Hannovers Oberstadtdirektor Karl Wiechert das Musée national Fernand-Léger und nahm das Keramikmosaik in Augenschein. Entgegen seinen früheren Bedenken war er nun überzeugt, dass kein besserer Vorschlag für die Turnhallenwand gemacht werden könne als das von Fernand Léger vorgeschlagene Keramikmosaik. Nun war die Stadt Hannover daran interessiert, einen der noch nicht verwendeten Entwürfe von Fernand Léger zu realisieren. Da der Marktwert der Werke von Fernand Léger inzwischen beträchtlich angestiegen war, verlangte die Witwe Nadia Léger für die Fertigstellung des Keramikmosaiks in Frankreich eine Million neue Francs, was etwa 813.000 D-Mark entsprach. Die Stadt Hannover war nur bereit, für die Entwurfsrechte und die Ausführung des Keramikmosaiks 300.000 DM bis maximal 350.000 DM zu zahlen, da eine Herstellung des Keramikmosaiks in Deutschland 600.000 DM weniger gekostet hätte als in Frankreich. Nadia Léger lehnte dieses Angebot ab.

## Entstehung des GlasmosaiksSport
Der Hannoversche Schokoladenfabrikant und Kunstmäzen Bernhard Sprengel besaß in seiner Kunstsammlung Werke des Hamburger Künstlers Eduard Bargheer und wertschätzte ihn als einen eigenständigen Vertreter der deutschen Gegenwartskunst, der den Bezug zur Figürlichkeit nicht aufgegeben hatte. Bernhard Sprengel wusste auch, dass Eduard Bargheer seit 1956 verschiedene große Glasmosaiken geschaffen hatte, die seine Befähigung zeigten, das in Hannover benötigte großformatige Glasmosaik Sport fertigzustellen. Er reiste im Januar 1962 nach Hamburg, um das Projekt mit Eduard Bargheer zu besprechen und ihn dafür zu gewinnen. Nach Bargheers Zusage trug Bernhard Sprengel seinen Vorschlag den Hannoverschen Entscheidungsträgern vor und erhielt deren Zustimmung.
Eduard Bargheer arbeitete daraufhin an den Entwürfen für sein Glasmosaik in Hannover, das der sportlichen Betätigung im olympischen Geist gewidmet sein sollte. Bargheers Grundidee bestand in einer bogenförmigen Anordnung von drei Sportlergruppen: im linken Drittel ein Ballspieler, ein Radfahrer und zwei Ringer, im mittleren Drittel Fußballspieler mit einem perspektivisch verkleinerten Torwart links oben und mit dem zweiten Torwart rechts unten, im rechten Drittel verschiedene Läufer. Bei der Bildgestaltung orientierte sich Bargheer an antiken Sportdarstellungen auf griechischen Vasen und Reliefs und auf etruskischen Fresken in Tarquinia, um die charakteristischen Körperhaltungen der Sportler auf seinem Glasmosaik herauszuarbeiten. Bei dem Glasmosaik bestand er auf einer unregelmäßigen Verlegung der Steine mit unterschiedlich breit ausgebildeter Verfugung, um ein Höchstmaß an Lebendigkeit zu erreichen. Die Figuren sind nicht in Lebensgröße gesetzt, sondern ein Drittel größer, damit sie dem entfernt stehenden Betrachter in Lebensgröße erscheinen.
Nachdem Eduard Bargheer seinen Entwurfskarton im Maßstab 1:5 fertiggestellt hatte, wurde der Entwurf für den Arbeitskarton im Maßstab 1:1 vergrößert. Von September 1962 bis Mitte März 1963 waren die Werkstätten August Wagner in Berlin gemeinsam mit Eduard Bargheer damit beschäftigt, die Mosaiken aus farbigen Glassteinen zusammenzusetzen und für die Montage vorzubereiten. Die 22 Kisten mit etwa sechshundert auf Papier geklebten Mosaikabschnitten trafen am 23. April 1963 in Hannover ein. Für das Glasmosaik war die sieben Meter hohe und 30 Meter lange Nordwand der Turnhalle neben dem Niedersachsenstadion vorgesehen, die von 2,80 m hohen Säulen getragen wurde. Am linken Rand der Nordwand blieb ein Streifen von zwei Metern Breite für den Blick auf das orangerote Verblendmauerwerk aus Backstein frei, daneben wurde das 7 Meter hohe Glasmosaik in der Breite von 28 Metern angebracht. Ein zusätzlicher 40 cm breiter senkrechter Streifen des Glasmosaiks wurde um die rechte Gebäudekante herumgeführt und an der zum Niedersachsenstadion gewendeten Seitenwand der Turnhalle angebracht. Die Montage begann am 2. Mai 1963 von dem aufgebauten Arbeitsgerüst aus und dauerte bis zum 20. Juni 1963. Die in der Werkstatt vorbereiteten Segmente wurden dabei von drei Mitarbeitern der Firma Wagner in den feuchten Mörtel der Wand eingesetzt. Danach konnten die vorderen Trägerpapierschichten aller Mosaikabschnitte abgezogen und die Verfugung sowie die Endreinigung der Mosaikteile vorgenommen werden. Die feierliche Einweihung des Glasmosaiks fand am Nachmittag des 25. Juni 1963 statt.
Am 4. Juli 1963 übersandten die August Wagner Vereinigte Werkstätten in Berlin die Schlussrechnung, die sich einschließlich Transportkosten und Steuern auf 157.832 DM belief. Nach einer internen Kalkulation entfielen dabei rund 16.000 DM auf das Material und etwa 115.000 DM auf die Lohnkosten für insgesamt 7150 Arbeitsstunden. Eduard Bargheer erhielt ein zusätzliches Arbeitshonorar in Höhe von 39.958 DM.
Eduard Bargheer schenkte der Städtischen Galerie KUBUS in Hannover das 1962 entstandene Glasmosaik Sportler. Das von einem Eisenprofil eingefasste Mosaik zeigt einen Ausschnitt aus dem Glasmosaik Sport und ist eine Teillegung in den Maßen 160,5 × 71,5 cm. Es kam im Rahmen einer ab 1979 durchgeführten Reorganisation der Hannoverschen Kunstbestände in das Sprengel Museum Hannover, wo es sich im Depot befindet. Eine zweite Teillegung aus dem Glasmosaik Sport befand sich an der Außenwand der August Wagner Vereinigte Werkstätten in Berlin. Beim Abbruch der Werksgebäude wurde es 1972 zerstört.

## Denkmalschutz für das GlasmosaikSport
Bei den Planungen für den Umbau des Niedersachsenstadions zur modernen AWD-Arena gab es Überlegungen, die Turnhalle am Niedersachsenstadion abzureißen. Diese Pläne stellten seit 1998 den Fortbestand des Glasmosaiks an der Wand der Turnhalle in Frage. Der Leiter der Denkmalpflege der Stadt Hannover, Jörg Maaß, setzte sich daraufhin bei dem Niedersächsischen Landesamt für Denkmalpflege dafür ein, das Glasmosaik Sport unter Denkmalschutz zu stellen. Am 19. November 2002 legte daraufhin das Niedersächsische Landesamt für Denkmalpflege ein Gutachten vor, das es möglich machte, das Glasmosaik unter Denkmalschutz zu stellen. Der Eigentümer der AWD-Arena, die Hannover 96 Arena GmbH & Co. KG, und die Denkmalpflege der Stadt Hannover einigten sich darauf, das Mosaik von seinem ursprünglichen Standort an der Wand der Turnhalle abzutragen und am Eingang Süd der AWD-Arena aufzustellen.

## Umsetzung des GlasmosaiksSportan den Eingang Süd der AWD-Arena
Die Planung und Umsetzung der Translozierung übernahm das Hannoversche Architekturbüro Schulze & Partner. Es sorgte dafür, dass an dem neu angelegten Platz am Südeingang der AWD-Arena eine Winkelstützwand aus armiertem Sichtbeton als Träger für das Mosaik errichtet wurde. Die Translozierung und die Restaurierung des Mosaiks waren Teil der Baumaßnahme Neubau des Sport- und Businessparks Hannover 96 unter der Regie der Unternehmensgruppe Baum, die die Finanzierung übernahm. Die technische Konzeption der Translozierung und Standsicherheit der Stahlbetonscheibe übernahm Hans-Jürgen Vogel vom Ingenieurbüro Eilers & Vogel in Hannover. Er gewann für die Translozierung des Glasmosaiks die Spezialfirma Restauratorenteam GmbH Böddeker & Schlichting, Paderborn und Hamburg, die sich auf die Durchführung denkmalpflegerischer und baurestauratorischer Maßnahmen spezialisiert hat.
Im Juli 2005 wurde ein Arbeitsgerüst an der Nordseite der Turnhalle aufgebaut. Das Restauratorenteam untersuchte, wie das Glasmosaik beschaffen war, vermaß es und fotografierte es für die Dokumentation. Die ganze Ansichtsfläche des Glasmosaiks erhielt dann eine gewebeverstärkte Vorderseitensicherung, damit die einzelnen Glassteine bei den folgenden Arbeiten ihren festen Halt behielten und auf der Sichtfläche unbeschädigt blieben.
Glücklicherweise war das Mörtelbett des Glasmosaiks an der äußeren Gasbetonmauer der Turnhallenwand nur mit Eisenankern verbunden, so dass sich zwischen Wand und Mosaik ein Luftraum befand, der die Entfernung des Glasmosaiks erleichterte. Andererseits war die Trägerschicht des Glasmosaiks, die aus einem mit Kunstharz vergüteten Mörtelbett bestand, im Mörtelgrund mit einem Drahtgeflecht versehen, das das Auseinanderschneiden des Glasmosaiks zusammen mit seiner Trägerschicht in Mosaikabschnitte erschwerte. Hinzu kam, dass sich die Glasmosaiksteine so fest mit dem Mörtelbett verbunden hatten, dass sie sich nicht unbeschädigt aus dem kunstharzvergüteten Mörtelbett herauslösen ließen. Deshalb war es nur möglich, mit einer starken Trennscheibe die einzelnen Mosaikabschnitte zusammen mit ihrem Mörtelbett herauszuschneiden. Dabei wurden über 600 Mosaikabschnitte herausgetrennt, gekennzeichnet, zwischengelagert und für die spätere Montage vorbereitet. Nach der Abtragung des Glasmosaiks erfolgte dann der Abriss der Turnhalle.
Nach der Fertigstellung der Winkelstützwand aus armiertem Sichtbeton wurde sie mit einem wetterfest verplanten Arbeitsgerüst versehen. Danach erfolgte das Ansetzen und das genaue Ausrichten und Festsetzen aller Mosaikabschnitte mit einem frostbeständigen Betonkleber. Für die lotgerechte und auf der Gesamtfläche plane Anbringen sorgte die verwendete Lasertechnik. Dann konnte das Sicherungsgewebe auf der Vorderseite der Mosaikabschnitte entfernt werden. Anschließend wurden die Trennfugen ebenso wie das alte Fugennetz des Glasmosaiks mit einer neuen Ausmörtelung versehen. Nach der Entfernung von Mörtelresten wurde das Glasmosaik mit der Heißdampftechnik gereinigt. Den Abschluss der Arbeiten bildeten das Retuschieren und Glasieren der durch die Ausmörtelung verschlossenen Trennschnitte. Dabei wurden die durch das Zerschneiden des Glasmosaiks halbierten Glassteine durch gemalte Farbretuschen optisch wieder zusammengefügt.
Am 27. April 2006 nahm der Oberbürgermeister von Hannover Herbert Schmalstieg rechtzeitig vor der in Deutschland stattfindenden und u. a. in Hannover ausgetragenen Fußball-Weltmeisterschaft 2006 die feierliche Einweihung des Glasmosaiks Sport an seinem neuen Standort vor.
Später zeigte sich, dass das Glasmosaik Sport nicht vor Graffiti geschützt ist. Der rechte untere Rand des Glasmosaiks war im Jahr 2013 von Graffiti bedeckt, die den ganzen Sockel ausfüllte. Rechtzeitig zum fünfzigjährigen Jubiläum entfernte Hannover 96 die Graffiti für seine Jubiläumsfeierlichkeiten.

## Zitate
Der Essener Architekt Gerd Lichtenhahn urteilte im August 1963:
- Für mich strahlt das Mosaik eine ernste Heiterkeit der Bewegung aus, so froh und ernst, wie der wahrhafte Sport verstanden sein möchte. ... Nur wahrhaftes Künstlertum kann so amorphe Mosaikteilchen zu so ausdrucksvollen Gliedern und Gesichtern zusammenfügen. Hier ist das Abstrakte zum Gegenständlichen geworden und das Gegenständliche zum Abstrakten.[9]

Roland Jaeger schrieb 2007 in seiner Monografie über das Mosaikschaffen von Eduard Bargheer:
- Künstlerisch ... ist das Werk eher den fünfziger als den sechziger Jahren zugehörig. Dies gilt auch innerhalb des Schaffens von Bargheer, denn die neueren Erfahrungen seiner zwischen 1960-62 durchgeführten Künstlerreisen nach Nordafrika haben hier keinen Eingang gefunden. Vielmehr brachte Bargheer in diesem Mosaik noch einmal in großem Maßstab jene Gestaltungsweise zum Ausdruck, die er im Verlauf der fünfziger Jahre herausgebildet hatte. Er blieb figürlich ohne naturalistisch zu sein, zugleich stilisierte er, ohne sich in formaler Beliebigkeit zu verlieren. Die von ihm vertretene Balance von Gegenständlichkeit und Abstraktion hat sich dabei als zeitloser, oder, besser ausgedrückt, als zeitüberdauernder erwiesen als manches damals moderner erscheinende nicht-figurale Werk, das in der Rückschau vergleichsweise beliebig wirkt. Ungeachtet seiner inzwischen kunsthistorisch gewordenen Position strahlt Bargheers Mosaik daher heute eine erstaunliche Frische der künstlerischen Auffassung aus, die nicht nur von den Farben ausgeht. Denn es formuliert nicht zuletzt eine idealistische Unbekümmertheit hinsichtlich der Funktion des Sports, die angesichts einer zunehmenden Trivialisierung und Kommerzialisierung aller Lebensbereiche, einschließlich des Sports, schon wieder inspirierend und geradezu fortschrittlich wirkt.[11]

## Archive
Stadtarchiv Hannover
- Kulturamt: Akte Nr. 170031 (Stadionwand)
- Sport- und Bäderamt: Akten Nr. 198 und 216
- Städtisches Gebäudemanagement: Ordner 521-00-001:  1953–54, 1955–60, 1961–64
- Handakten Hillebrecht: 92g-92h
- Sportpark Masch-Ohe II 1. Januar 1961 – 29. Oktober 1968
- Fotomappe: 347/1 Niedersachsenstadion
- div. Planmaterial

Niedersächsisches Hauptstaatsarchiv Hannover
- Dep. 100 Nr. 77 I: Korrespondenz Kestner-Gesellschaft
- Dep. 105 Acc. 2/80 Nr. 182: Nachlass Bernhard Sprengel, Korrespondenz  u. a. mit Stadtbaurat Rudolf Hillebrecht
- Dep. 105 Acc. 2/80 Nr. 165: Nachlass Bernhard Sprengel, Korrespondenz über "ein abgelehntes bzw. ein durchgeführtes Projekt einer Mosaikwand vor dem Niedersachsenstadion von Fernand Léger bzw. Eduard Bargheer"

Berlinische Galerie, Landesmuseum für Moderne Kunst, Fotografie und Architektur, Berlin "Das Puhl & Wagner-Archiv"
- Unterlagen zu Mosaiken von Eduard Bargheer: Bestand Eduard Bargheer 249.1.1-8.21, 6/B5/III/1/1-8/21 und Ordner Nr. 103 und zugehörigen Photomappen
- Unterlagen zum Glasmosaik "Sport" finden sich vor allem im Bestand 249.8.1 bis 8.21